# منزل بلغاری
منزل بلغاری مربوط به دوره قاجار است و در شهرستان بجستان، شهر بجستان - خیابان امام خمینی واقع شده و این اثر در تاریخ ۱۶ اسفند ۱۳۸۴ با شمارهٔ ثبت ۱۴۳۴۱ به‌عنوان یکی از آثار ملی ایران به ثبت رسیده‌است.